# 나라기록관
나라기록관은 2024년 12월에 성남분원으로 개편. 성남분원은 국가기록원의 기록물 수집·관리 및 전시·열람 등의 사무를 분장하는 국가기록원의 소속기관이다. 경기도 성남시 수정구 대왕판교로851번길 30에 위치하고 있다. 지하3층에서 지상7층 규모와 서고동, 사무동(작업실, 사무실), 전시·열람동 4개의 동으로 구성되어 있다. 관장은 부이사관·서기관·기술서기관·학예연구관·기록연구관·공업연구관 또는 보건연구관으로 보한다.

## 연혁
- 2007년 11월 30일: 국가기록원 소속으로 나라기록관을 설치.
- 2007년 12월 2일: 행정자치부 국가기록원 나라기록관 준공.
- 2008년 4월 23일: 행정안전부 국가기록원 나라기록관 개관.
- 2013년 3월 23일: 안전행정부 국가기록원 나라기록관으로 개편.
- 2014년 11월 19일: 행정자치부 국가기록원 나라기록관으로 개편.
- 2015년 1월 6일: 서울기록관으로 개편.
- 2019년 1월 1일: 서울기록관으로 개편.
- 2024년 12월 31일: 성남분원으로 개편.

## 같이 보기
- 대통령기록관
- 역사기록관
- 행정기록관